# حزب الشعب (أوسيتيا الجنوبية)
حزب الشعب في أوسيتيا الجنوبية ((بالروسية: Народная партия Южная Осетия)‏ (بالجورجية: ხალხის პარტიის სამხრეთ ოსეთის)) هو حزب سياسي ليبرالي اجتماعي في أوسيتيا الجنوبية، وهي جمهورية قوقازية معترف بها جزئيًا، تعتبرها معظم الدول جزءًا من جورجيا. في انتخابات 2009، حصل الحزب على 9 من أصل 34 مقعدًا في برلمان أوسيتيا الجنوبية. ويقود الحزب Roland Lvovich Kelekhsayev. على الرغم من أيديولوجيته، يرتبط الحزب بالحزب الليبرالي الديمقراطي اليميني المتطرف في بيلاروسيا.

## روابط خارجية
- الموقع الرسمي (بالروسية)